# Friedrich Wilhelm Reuter

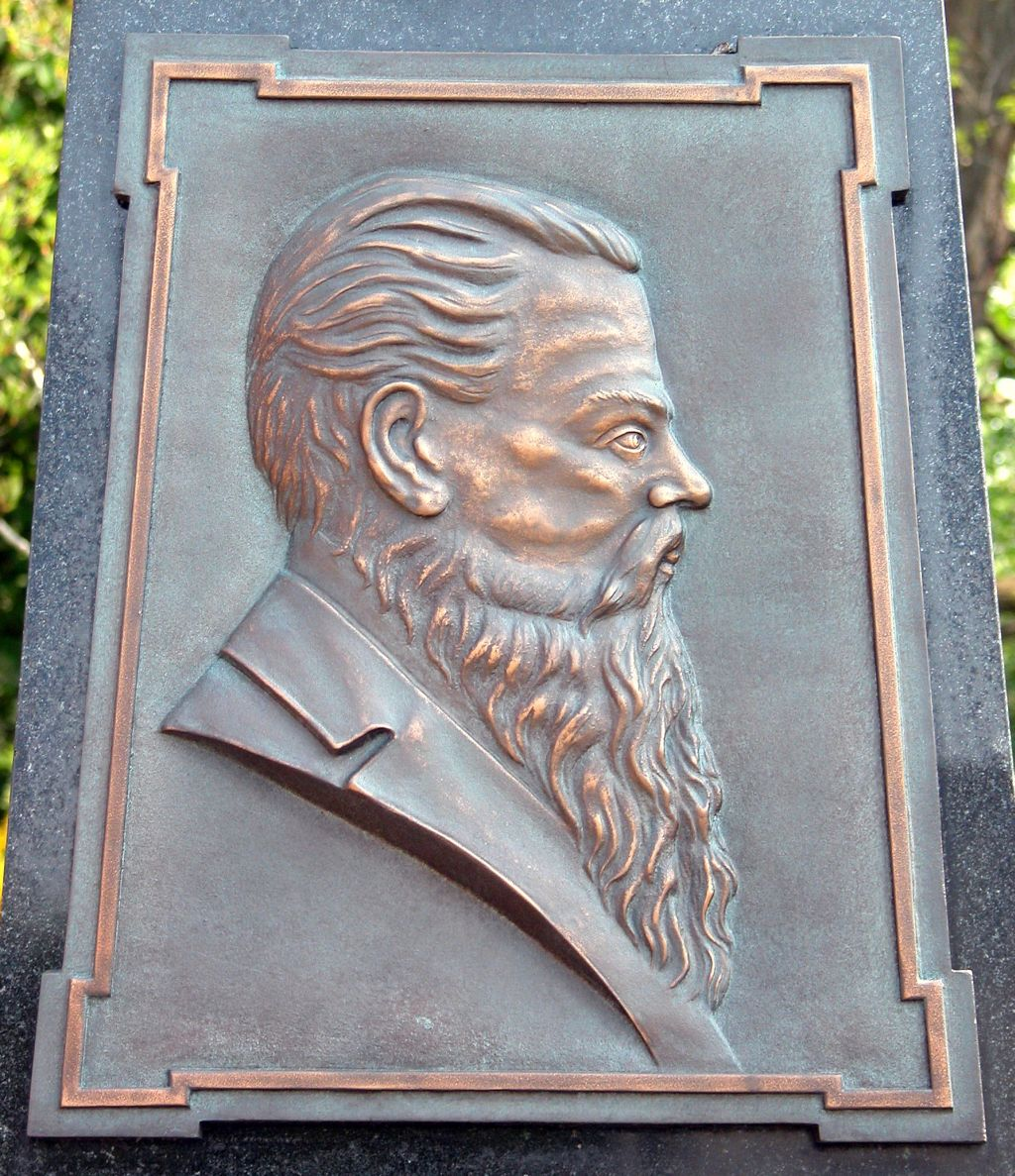
Friedrich Wilhelm Reuter

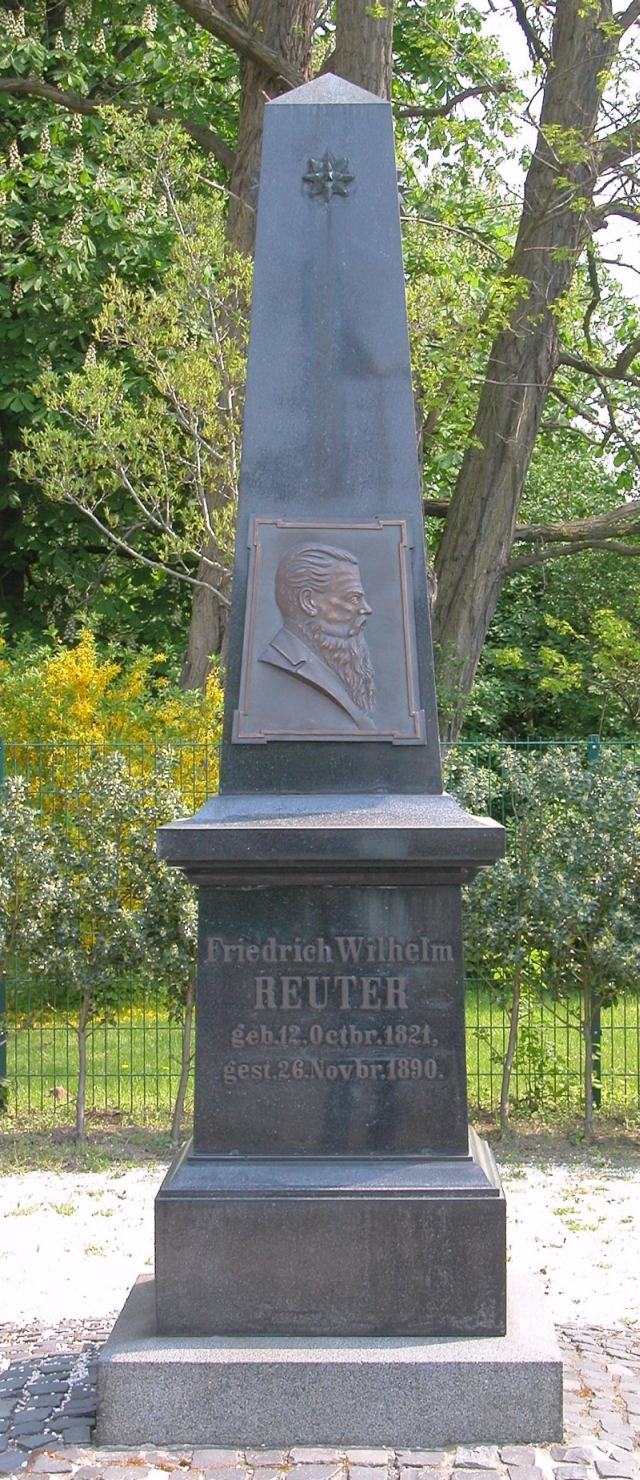
Denkmal vor der Hauptfeuerwache der Berufsfeuerwehr Braunschweig.

Friedrich Wilhelm Reuter (* 12. Oktober 1821 in Braunschweig; † 26. November 1890 ebenda) war ein deutscher Kaufmann und Tabakfabrikant. Reuter gilt als „Vater der Braunschweigischen Feuerwehren“, da er 1862 die Turner-Feuerwehr Braunschweig gründete, die Vorgängerin der heutigen Feuerwehr Braunschweig.

## Leben und Werk
Im Jahr 1840 trat Reuter in den vom Braunschweiger Kaufmann Heinrich Huch am 3. August 1820 gegründeten „Rettungsverein“ ein. 1854 war Reuter Abgeordneter der Braunschweigischen Landesversammlung sowie Mitglied des Stadtrates. Im Jahr 1855 wurde er zum „Oberanführer“ des Rettungsvereins ernannt, 1860 war er an der Neugründung des Männerturnvereins Braunschweig (MTV) beteiligt.
Am 8. Dezember 1862 gründete Reuter die „Turner-Feuerwehr Braunschweig“. 1863 wurde er Direktor der „Gas-Erleuchtungs-Gesellschaft“ sowie des neuen Wasserwerks am Eisenbahnpark, einem Teil des heutigen Bürgerparks. 1865 wurde Reuter Kommandeur der Braunschweiger Gesamt-Feuerwehr.
Im Jahr 1870 gründete er den Braunschweigischen Landesfeuerwehr-Verband und wurde dessen 1. Vorsitzender. Reuter war zudem Initiator des „Gesetzes, das Feuerhülfswesen betreffend“, das am 2. April 1874 in Kraft trat und die Gemeinden des Herzogtums Braunschweig-Lüneburg verpflichtete, „einexercierte“ Freiwillige Feuerwehren aufzustellen. Im selben Jahr wurde Reuter Kreisbranddirektor und Vorsitzender (bis 1876) des Deutschen Feuerwehrausschusses. Im August 1875 gründete Reuter die Berufsfeuerwehr Braunschweig und ließ eine Feuerwache auf den Türmen der Andreaskirche einrichten.